# Хього
Хього (на японски: 兵庫県, по английската система на Хепбърн Hyōgo-ken, Хього-кен) е една от 47-те префектури на Япония. Разположена е в южноцентралната част на страната на най-големия японски остров Хоншу.
Хього е с население от 5 469 762 жители (7-а по население към 1 юни 2019 г.) и има обща площ от 8400,94 km2 (12-а по площ). Град Кобе е административният център на префектурата. В Хього са разположени 29 града.

## География
Хього има брегове към две морета: на север Японско море, на юг Вътрешно японско море. Северната част е слабо заселена с изключение на град Тойока. Повечето от населението на префектурата живее по южното крайбрежие, което е част от метрополията Осака – Киото – Кобе. Остров Аважи се намира във Вътрешното море, разположен между Хоншу и Шикоку.